# Новосёлки (Золочевская городская община)
Новосёлки (укр. Новосілки) — село в Золочевской городской общине Золочевского района Львовской области Украины.
Население по переписи 2001 года составляло 411 человек. Занимает площадь 2,213 км². Почтовый индекс — 80732. Телефонный код — 3265.